# 平山城址公園駅
平山城址公園駅（ひらやまじょうしこうえんえき）は、東京都日野市平山五丁目にある、京王電鉄京王線の駅である。京王西管区所属。駅番号はKO31。

## 歴史

### 年表
- 1925年（大正14年）3月24日：玉南電気鉄道開通時に平山駅（ひらやまえき）として開設。
- 1926年（大正15年）12月1日：合併に伴い、京王電気軌道（現・京王電鉄）の駅となる[2]。
- 1944年（昭和19年）5月31日：陸上交通事業調整法に伴う戦時合併に伴い。東急電鉄（大東急）の駅となる[2]。
- 1948年（昭和23年）6月1日：東急から京王帝都電鉄が分離独立、同社の駅となる[2]。
- 1955年（昭和30年）9月11日：平山城址公園駅（ひらやまじょうしこうえんえき）へ改称。
- 1976年（昭和51年）10月23日：現在地へ移転。

### 駅名の由来
開設当時の「平山」は、駅所在地の地名「日野市平山」に由来する。当地は武蔵七党の西党の日奉氏の一族、平山氏（前記した平山季重などがいる）の本貫地である。現在の「平山城址公園」は、野猿峠ハイキングコースである「平山城址公園」が完成したことから改称された。なお、平山城址公園は八王子市堀之内に所在する。

## 駅構造
相対式ホーム2面2線を有する地上駅。駅舎は1番線ホーム側にある。両ホームは地下道およびエレベーターで連絡している。
トイレは1番線ホーム上にあり、ユニバーサルデザインの一環として「だれでもトイレ」が後年になって新設された。

### のりば
| 番線 | 路線   | 方向 | 行先                                                |
| ---- | ------ | ---- | --------------------------------------------------- |
| 1    | 京王線 | 下り | 北野・京王八王子・高尾山口方面                      |
| 2    | 京王線 | 上り | 高幡不動・調布・明大前・笹塚・新宿・ 都営新宿線方面 |

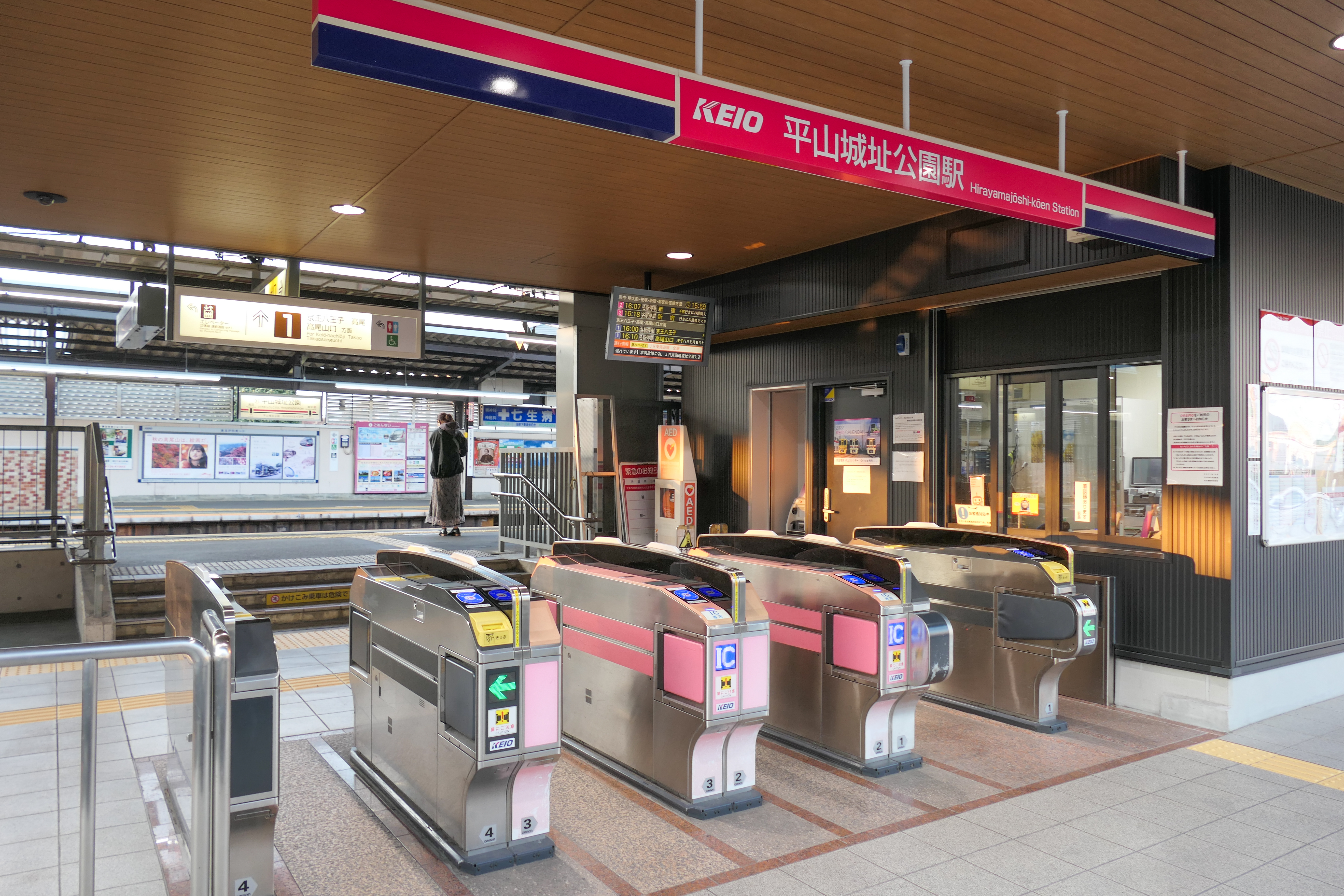
改札口（2021年11月）
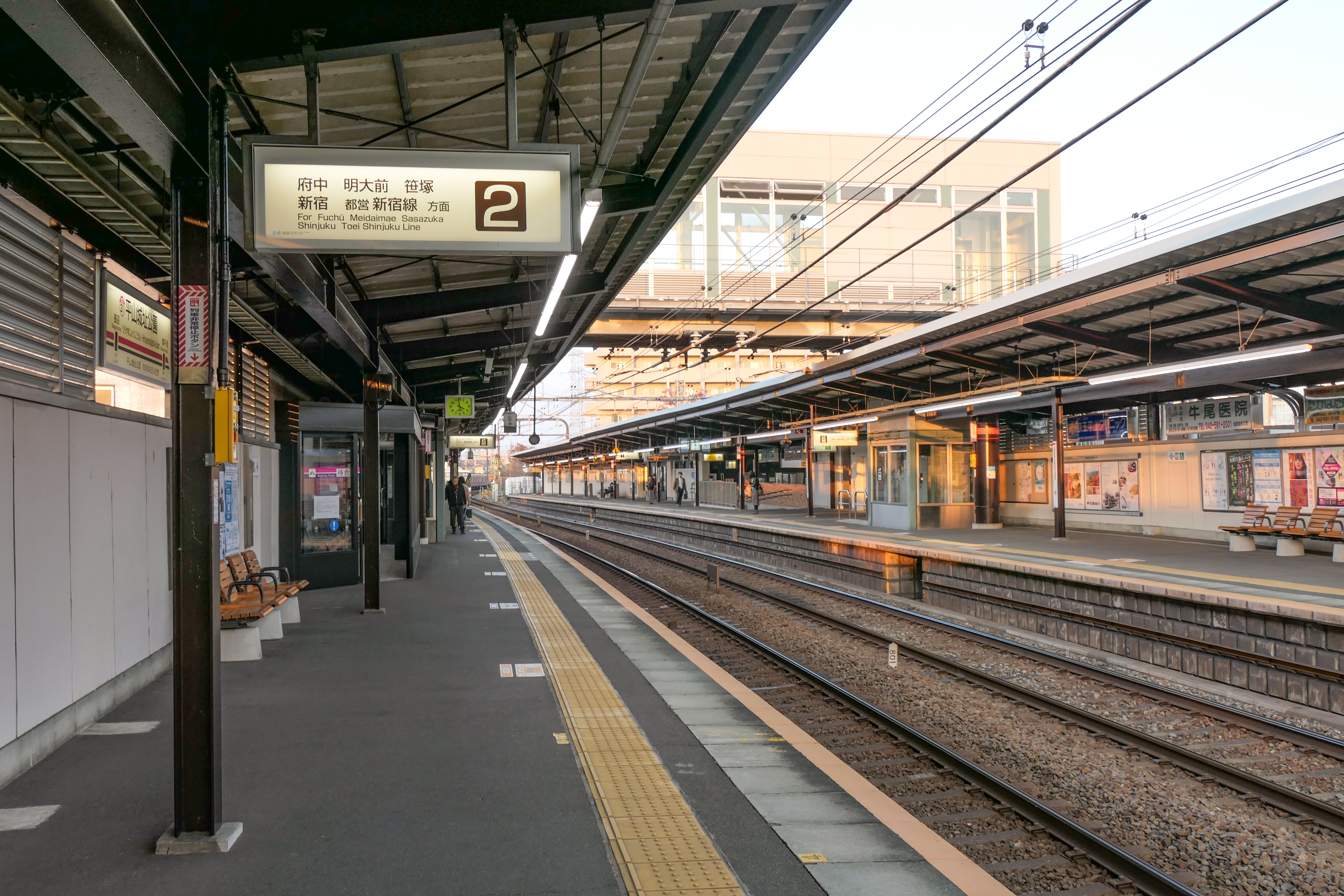
ホーム（2021年11月）

## 利用状況
2024年度（令和6年度）の1日平均乗降人員は7,740人である。東京薬科大学八王子キャンパスの最寄駅の1つであるため、学生の利用が多い。 
近年の1日平均乗降・乗車人員の推移は以下の通り。
| 年度               | 1日平均 乗降人員 | 1日平均 乗車人員 | 出典     |
| ------------------ | ---------------- | ---------------- | -------- |
| 1955年（昭和30年） | 1,195            |                  |          |
| 1960年（昭和35年） | 1,759            |                  |          |
| 1965年（昭和40年） | 4,630            |                  |          |
| 1970年（昭和45年） | 6,084            |                  |          |
| 1975年（昭和50年） | 7,135            |                  |          |
| 1980年（昭和55年） | 13,324           |                  |          |
| 1983年（昭和58年） | 13,920           |                  |          |
| 1985年（昭和60年） | 12,860           |                  |          |
| 1990年（平成02年） | 12,149           | 6,025            | [ * 1 ]  |
| 1991年（平成03年） |                  | 5,740            | [ * 2 ]  |
| 1992年（平成04年） |                  | 5,811            | [ * 3 ]  |
| 1993年（平成05年） |                  | 5,748            | [ * 4 ]  |
| 1994年（平成06年） |                  | 5,666            | [ * 5 ]  |
| 1995年（平成07年） | 11,178           | 5,486            | [ * 6 ]  |
| 1996年（平成08年） |                  | 5,326            | [ * 7 ]  |
| 1997年（平成09年） |                  | 5,170            | [ * 8 ]  |
| 1998年（平成10年） |                  | 5,148            | [ * 9 ]  |
| 1999年（平成11年） |                  | 4,975            | [ * 10 ] |
| 2000年（平成12年） | 10,094           | 4,899            | [ * 11 ] |
| 2001年（平成13年） | 9,862            | 4,784            | [ * 12 ] |
| 2002年（平成14年） |                  | 4,636            | [ * 13 ] |
| 2003年（平成15年） | 9,505            | 4,598            | [ * 14 ] |
| 2004年（平成16年） | 9,096            | 4,400            | [ * 15 ] |
| 2005年（平成17年） | 8,873            | 4,334            | [ * 16 ] |
| 2006年（平成18年） | 8,821            | 4,359            | [ * 17 ] |
| 2007年（平成19年） | 8,847            | 4,402            | [ * 18 ] |
| 2008年（平成20年） | 8,889            | 4,436            | [ * 19 ] |
| 2009年（平成21年） | 8,902            | 4,444            | [ * 20 ] |
| 2010年（平成22年） | 8,947            | 4,463            | [ * 21 ] |
| 2011年（平成23年） | 8,806            | 4,377            | [ * 22 ] |
| 2012年（平成24年） | 8,884            | 4,433            | [ * 23 ] |
| 2013年（平成25年） | 8,990            | 4,493            | [ * 24 ] |
| 2014年（平成26年） | 8,820            | 4,405            | [ * 25 ] |
| 2015年（平成27年） | 8,847            | 4,413            | [ * 26 ] |
| 2016年（平成28年） | 8,806            | 4,395            | [ * 27 ] |
| 2017年（平成29年） | 8,707            | 4,342            | [ * 28 ] |
| 2018年（平成30年） | 8,562            | 4,274            | [ * 29 ] |
| 2019年（令和元年） | 8,402            | 4,189            | [ * 30 ] |
| 2020年（令和02年） | 6,239            | 3,118            | [ * 31 ] |
| 2021年（令和03年） | 6,860            |                  |          |
| 2022年（令和04年） | 7,291            |                  |          |
| 2023年（令和05年） | 7,704            |                  |          |
| 2024年（令和06年） | 7,740            |                  |          |

## 駅周辺
- 平山季重ふれあい館
  - 日野市立平山図書館
- 七生郵便局
- 多摩信用金庫 平山支店

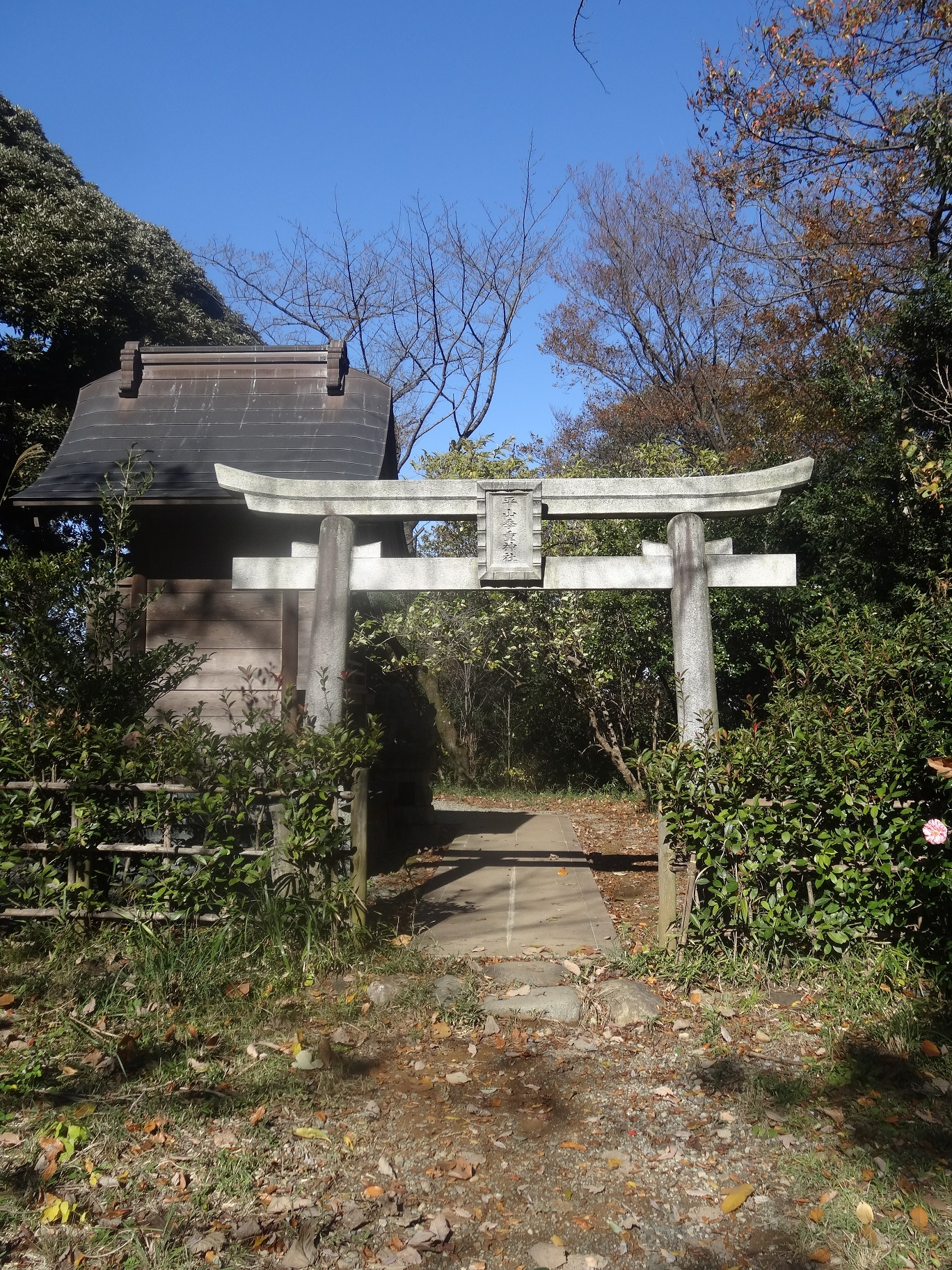
季重神社（2015年）

- 宗印寺：源平合戦で知られる平山季重の墓と木像がある。
- 季重神社
- 浅川

以下は駅よりバスを利用する。
- 東京農工大学 農学部附属広域都市圏フィールドサイエンス教育研究センター フィールドミュージアム多摩丘陵
- 東京都立平山城址公園
- 東京薬科大学 八王子キャンパス
- 警視庁日野警察署 平山交番
- 京王資料館（非公開）

## バス路線

### 平山城址公園駅
- 京王バス
  - 平01 東京薬科大学行 ※平日朝のみ
  - 平02 東京薬科大学経由 京王堀之内駅行
- 日野市ミニバス
  - 平05（平山循環路線） 豊田駅北口行 / 平山循環

- 日野市丘陵地ワゴンタクシー
  - 平山ルート 平山苑・豊田駅南口・日野市役所経由日野市立病院行

### 平山五丁目
駅より約5分程度の所にある。
- 豊32：中央大学・東中野経由 多摩センター駅行 / 豊田駅南口行
- 豊33：中央大学・明星大学南経由 多摩センター駅行 / 豊田駅南口行

これら2系統の車内アナウンスにおいては、当駅利用者に平山五丁目バス停での降車を案内している。
この他、新宿駅西口発深夜急行バスが、北野街道路上に設置されている平山城址公園駅入口停留所へ停車する（降車専用）。

## 隣の駅
京王電鉄
 京王線
京王ライナー・■特急・■急行
通過
■区間急行（上りのみ）・■快速（下りのみ）・■各駅停車
南平駅 (KO30) - 平山城址公園駅 (KO31) - 長沼駅 (KO32)